# Jądro pasma samotnego

Jądra nerwów czaszkowych – ruchowe (różowe) oraz czuciowe (niebieskie)

Jądro pasma samotnego (łac. nucleus tractus solitarii, nucleus solitarius) – jedno z jąder ośrodkowego układu nerwowego znajdujące się w rdzeniu przedłużonym. Wraz z innymi częściami mózgowia odpowiada za integrację funkcji autonomicznego układu nerwowego, odgrywa też istotną rolę w funkcjonowaniu zmysłu smaku.
Jądro pasma samotnego należy do najstarszych filogenetycznie części mózgowia. Jego obecność stwierdza się u wszystkich ssaków, odpowiedniki istnieją również u innych kręgowców.

## Budowa
Jądro pasma samotnego stanowi wydłużone skupisko komórek nerwowych występujące na niemal całej długości rdzenia przedłużonego. Poprzez środkową część jądra przebiega szlak samotny, zawierający włókna aferentne z nerwu twarzowego, nerwu językowo-gardłowego oraz nerwu błędnego, które przekazują doń informacje czuciowe. Impulsy nerwowe z jądra pasma samotnego są przekazywane do znacznych obszarów mózgowia i rdzenia przedłużonego tworząc w ten sposób liczne obwody uczestniczące w regulacji układu autonomicznego.
Komórki nerwowe w obrębie jądra pasma samotnego ułożone są w zależności od swojej funkcji:
- część biorąca udział w asocjacji zmysłu smaku zlokalizowana jest w części przedniej („głowowej”)
- część biorąca udział w regulacji układu krążenia, układu oddechowego oraz układu pokarmowego zlokalizowana jest w części tylnej („ogonowej”)

## Połączenia aferentne

### Zmysł smaku
- część czuciowa nerwu twarzowego
- część czuciowa nerwu językowo-gardłowego
- część czuciowa nerwu błędnego

### Czucie trzewne
Nerw błędny przekazuje do jądra pasma samotnego informacje czuciowe zebrane z:
- baroreceptorów zlokalizowanych w kłębku szyjnym oraz w kłębku aortalnym
- chemoreceptorów oraz mechanoreceptorów zlokalizowanych w
  - płucach
  - sercu
  - drogach oddechowych
  - przewodzie pokarmowym
  - wątrobie

## Połączenia eferentne
Impulsy z jądra pasma samotnego są przesyłane do
- podwzgórza (jądro przykomorowe)
- ciała migdałowatego (jądra grupy środkowej)
- wzgórza
- innych części mózgowia, w tym tworu siatkowatego

## Funkcja
- Integracja odruchów autonomicznych, np. odruchu Bainbridge’a[2][3][4]
- Uczestnictwo w przewodnictwie oraz integracji czucia smaku[5]
- Regulacja łaknienia i masy ciała[6][7]